# Olympische Winterspiele 1972/Rennrodeln – Einsitzer (Frauen)
Der Frauen-Einsitzer im Rennrodeln bei den Olympischen Winterspielen 1972 in Sapporo bestand aus vier Läufen, von denen zwei am 4. und zwei am 7. Februar 1972 ausgetragen wurden. Austragungsort war die Teine Rodelbahn. Am Start waren 22 Teilnehmerinnen aus acht Ländern, von denen alle in die Wertung kamen. Olympiasieger wurde Anna-Maria Müller aus der DDR mit einer Gesamtzeit von 2:59,18 Minuten. Die Silbermedaille und die Bronzemedaille holten ihre Landsfrauen Ute Rührold und Margit Schumann. 

## Titelträger
| Olympiasieger | Erika Lechner ( Italien)               |
| Weltmeister   | Elisabeth Demleitner ( BR Deutschland) |

## Ergebnis
| Rang | Athletin             | Land               | Lauf 1   | Lauf 1 | Lauf 2   | Lauf 2 | Lauf 3   | Lauf 3 | Lauf 4   | Lauf 4 | Gesamt     | Gesamt     |
| Rang | Athletin             | Land               | Zeit (s) | Rang   | Zeit (s) | Rang   | Zeit (s) | Rang   | Zeit (s) | Rang   | Zeit (min) | Zeit (min) |
| ---- | -------------------- | ------------------ | -------- | ------ | -------- | ------ | -------- | ------ | -------- | ------ | ---------- | ---------- |
| 001  | Anna-Maria Müller    | DDR                | 45,00    | 3      | 45,00    | 1      | 44,86    | 3      | 44,32    | 1      | 2:59,18    |            |
| 002  | Ute Rührold          | DDR                | 44,95    | 1      | 45,23    | 2      | 44,76    | 2      | 44,55    | 2      | 2:59,49    |            |
| 003  | Margit Schumann      | DDR                | 44,95    | 1      | 45,38    | 3      | 44,65    | 1      | 44,56    | 3      | 2:59,54    |            |
| 004  | Elisabeth Demleitner | BR Deutschland     | 45,45    | 5      | 45,62    | 4      | 45,08    | 4      | 44,65    | 4      | 3:00,80    |            |
| 005  | Yuko Otaka           | Japan              | 45,21    | 4      | 45,65    | 5      | 45,39    | 5      | 44,73    | 5      | 3:00,98    |            |
| 006  | Wiesława Martyka     | Polen              | 45,68    | 7      | 46,12    | 9      | 45,47    | 6      | 45,06    | 7      | 3:02,33    |            |
| 006  | Halina Kanasz        | Polen              | 45,66    | 6      | 45,98    | 7      | 45,52    | 7      | 45,17    | 9      | 3:02,33    |            |
| 008  | Sarah Felder         | Italien            | 45,90    | 8      | 45,93    | 6      | 45,99    | 12     | 45,08    | 8      | 3:02,90    |            |
| 009  | Barbara Piecha       | Polen              | 45,96    | 9      | 46,24    | 10     | 45,89    | 8      | 44,98    | 6      | 3:03,07    |            |
| 010  | Christa Schmuck      | BR Deutschland     | 45,98    | 10     | 46,01    | 8      | 45,99    | 12     | 45,21    | 10     | 3:03,19    |            |
| 011  | Angelika Schafferer  | Österreich         | 46,00    | 11     | 46,41    | 13     | 45,94    | 10     | 45,71    | 14     | 3:04,06    |            |
| 012  | Nina Schaschkowa     | Sowjetunion        | 46,18    | 13     | 46,38    | 12     | 46,36    | 16     | 45,46    | 11     | 3:04,38    |            |
| 013  | Hiroko Shibuya       | Japan              | 46,66    | 14     | 46,41    | 13     | 45,89    | 8      | 45,49    | 12     | 3:04,45    |            |
| 014  | Antonia Mayr         | Österreich         | 46,15    | 12     | 46,36    | 11     | 45,97    | 11     | 46,12    | 17     | 3:04,60    |            |
| 015  | Kathleen Ann Homstad | Vereinigte Staaten | 47,68    | 19     | 46,64    | 15     | 46,17    | 14     | 45,49    | 12     | 3:05,98    |            |
| 016  | Margit Graf          | Österreich         | 46,89    | 16     | 46,92    | 18     | 46,25    | 15     | 46,23    | 19     | 3:06,29    |            |
| 017  | Nina Ignatjewa       | Sowjetunion        | 46,82    | 15     | 46,84    | 17     | 46,70    | 17     | 46,09    | 16     | 3:06,45    |            |
| 018  | Gisela Otto          | BR Deutschland     | 47,04    | 17     | 46,78    | 16     | 46,73    | 19     | 45,99    | 15     | 3:06,54    |            |
| 019  | Miyako Kawase        | Japan              | 47,93    | 20     | 47,31    | 19     | 46,72    | 18     | 46,14    | 18     | 3:08,10    |            |
| 020  | Natalija Omschewa    | Sowjetunion        | 47,18    | 18     | 47,39    | 20     | 46,85    | 20     | 46,85    | 20     | 3:08,27    |            |
| DNF  | Erika Lechner        | Italien            | 48,76    | 21     | 49,39    | 21     | 50,51    | 21     | –        | DNF    | –          |            |
| DNF  | Peggy Frair          | Vereinigte Staaten | –        | DNF    | –        | –      | –        |        |          |        | –          |            |